# Orgilus pappianus
Orgilus pappianus är en stekelart som beskrevs av Taeger 1987. Orgilus pappianus ingår i släktet Orgilus och familjen bracksteklar. Inga underarter finns listade i Catalogue of Life.